# Wabash Valley
La Wabash Valley è una regione situata in parti sia dell'Illinois che dell'Indiana. Prende il nome dal fiume Wabash e, come suggerisce il nome, si estende dalla parte centrale a quella medio-inferiore della valle del fiume ed è centrata su Terre Haute, Indiana. Il termine Wabash Valley è spesso utilizzato nei media locali a Clinton, Lafayette, Mount Carmel, Princeton, Terre Haute e Vincennes, tutte città che si trovano o vicino al Basso fiume Wabash.

## Contee
Le contee nella Valle del Wabash includono Posey, Gibson, Vigo, Clay, Sullivan, Vermillion, Parke, Greene, Putnam, Owen, Knox, Daviess, Martin, Fountain, Tippecanoe e Warren nello stato dell'Indiana. La parte dell'Illinois consiste nelle contee di Clark, Edgar, Crawford, Jasper, Cumberland, Coles, Douglas, Gallatin, Edwards, Wabash e White. A seconda delle fonti, potrebbe o non potrebbe includere la contea di Montgomery nello stato dell'Indiana, e le contee di Lawrence, Richland, Vermillion, Champaign, Clay ed Effingham nell'Illinois a causa del fiume Little Wabash.